# Jean Jacques Bernard
Jean Jacques Bernard, född 30 juli 1888, död 14 september 1972, var en fransk dramatiker. Han var son till Tristan Bernard och bror till Raymond Bernard.
Bernard skolades av sin far men fann snabbt sin egen form i Le feu qui reprend mal (1921) och Martine (1922) med dess fina skildring av kärlekens klassbestämdhet. Bernard var den "stumma dialogen"s mästare och kunde trots tidens trend med storslagna effekter göra sin konst gällande med stöd av teaterdirektören Gaston Baty. Bland de pjäser som därefter följde märks L'invitation au voyage (1923), Les printemps des autres (1924), L'âme en piene (1925) och Nationale 6 (1935). I Témoignages (1933) uttalade Bernard sig om sitt dramatiska författarskap. I Le camp de la mort lente (1944) berättade Bernard, som under den tyska ockupationen var aktiv i motståndsrörelsen om förhållandena i koncentrationslägret Compiègne, där han satt inspärrad 1941–1942.